# Ragnar Frisch
Ragnar Anton Kittil Frisch (3. března 1895 Oslo – 31. ledna 1973 Oslo) byl norský ekonom, který spolu s Janem Tinbergenem v roce 1969 získal Cenu Švédské národní banky za rozvoj ekonomické vědy na památku Alfreda Nobela. Je zakladatelem ekonometrie a také termínů makroekonomie/mikroekonomie. Zabýval se hlavně matematizováním ekonomie.